# Anglo Austrian AAB Bank

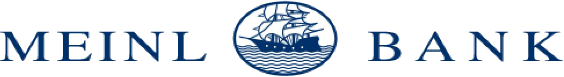
Ehemaliges Logo

Die Anglo Austrian AAB Bank AG, ehemals Meinl Bank AG, war eine österreichische Privatbank mittlerer Größe. Die Geschäftsfelder der Bank waren vor allem institutionelle und private Vermögensverwaltung sowie Fondsentwicklung und Fondsmanagement. Hauptaktionär war die B.V. Belegging-Maatschappij Far East, eine in den Niederlanden gegründete und auf Malta eingetragene Gesellschaft. Eigentümer der Far East sollen Stiftungen der Mitglieder der Familie Meinl sein. 2024 bestätigte der Europäische Gerichtshof den Entzug der Konzession durch die Europäische Zentralbank im Jahr 2019.

## Geschichte
Ursprünglich wurde der Spar- und Kreditverein der Freunde & Angestellten der Julius Meinl AG von Julius Meinl II. als Genossenschaft 1923 gegründet. Nachdem diese Genossenschaft während des Dritten Reiches liquidiert wurde, wurde sie von Julius Meinl III. 1956 neu gegründet. 1969 wurde das Bankhaus Brunner & Co. KG aufgekauft, das mit dem Spar- und Kreditverein 1979 zur Meinl Bank verschmolz. Nach Übernahme der Leitung der Meinl Bank durch Julius Meinl V. im Jahr 1983 expandierte die Bank rasch in andere Länder und es wurde eine Reihe von Tochtergesellschaften gegründet. 1987 erfolgte die Umwandlung in eine Aktiengesellschaft. Ende 2007 trat Julius Meinl V. als Vorstandsvorsitzender zurück.
Im Juni 2019 firmierte die Meinl Bank AG auf Anglo Austrian AAB Bank AG um und führte ihren Betrieb in Wien mit 49 Mitarbeitern fort.
Am 15. November 2019 entzog die Europäische Zentralbank (EZB) der Anglo Austrian AAB Bank die Bankkonzession.  Die Bank focht beim Gericht der Europäischen Union sowohl den Konzessionsentzug als auch dessen sofortiges Wirksamwerden an. Daraufhin wurde der Lizenzentzug wenige Tage später suspendiert. Nachdem die Bank bereits beschlossen hatte, die Abwicklung einzuleiten, hob das Gericht die Suspendierung des Lizenzentzugs am 7. Februar 2020 auf. Im Juni 2022 bestätigte das Gericht der Europäischen Union den Konzessionsentzug durch die EZB. Im September 2024 wurde dieses Urteil vom EuGH bestätigt. Das Handelsgericht Wien bestellte in der Folge zwei Abwickler und setzte den bisherigen Vorstand ab. Die österreichische Finanzmarktaufsicht (FMA) begründete den Lizenzentzug mit der Verletzung von Sorgfaltspflichten durch die Bank, insbesondere damit, man habe nicht genug für die Geldwäsche-Prävention getan. Die Abwickler der Bank stellten am 2. März beim Handelsgericht Wien den Insolvenzantrag. Nach der Anfechtung des Insolvenzbeschlusses durch Gläubiger der Bank, die der Ansicht sind, die Bank sei nicht zahlungsunfähig, hob das Oberlandesgericht Wien den Beschluss auf, allerdings mit der Begründung, die FMA hätte den Antrag stellen müssen.
2020 wurde aus den FinCEN Files der Verdacht bekannt, dass die 2011 von der Meinl Bank unter anderem an die Odebrecht-Gruppe verkaufte Tochter Meinl Bank Antigua in der Folge in die Abwicklung umfangreicher Schmiergeld-Zahlungen in Zusammenhang mit dem Odebrecht-Korruptionsskandal verwickelt gewesen sein könnte, wobei eine Involvierung der früheren Muttergesellschaft Meinl Bank AG nicht auszuschließen ist.
Im Februar 2021 wurde vom Masseverwalter der Schließungsantrag beim Insolvenzgericht eingebracht.